# Fate/Extra
Fate/Extra (яп. フェイト/エクストラ Фэйто/Экусутора, «Судьба/Дополнение») — японская ролевая игра в жанре подземелья, разработанная компанией Type-Moon совместно с Imageepoch и выпущенная 22 июля 2010 года на платформе PlayStation Portable в Японии издателем Marvelous Entertainment. В 2011 и 2012 годах она также была издана на территории Северной Америки и Евросоюза как локализация на английском языке.
Сюжет работы является спин-оффом к визуальному роману Fate/stay night и повествует о событиях в виртуальной реальности, созданной с помощью суперкомпьютера на поверхности Луны с целью воссоздания состязания между магами «Войны Святого Грааля» в 2030 году. Игровой процесс Fate/Extra состоит из сражений между призванными магами героическими личностями, именуемых «слугами», которые происходят единожды в рамках игровой недели. Боевая система представляет собой пошаговое составление противниками комбинаций действий, которые построены на принципе нетранзитивного игрового баланса и сравниваются друг с другом в активной фазе битвы.
На базе оригинальной игры в 2013 году был выпущен спин-офф Fate/Extra CCC, разработанный на той же игровой платформе и описывавший альтернативный вариант развития событий первоисточника. Fate/Extra CCC удалось стать одной из двух наиболее продаваемых игр на платформе PlayStation Portable в 2013 году и получить дополнительное издание от Sony Computer Entertainment. В 2015 году на основе её сеттинга была выпущена action-игра Fate/Extella: The Umbral Star. В 2020 году было объявлено о планах по созданию ремейка оригинальной работы, получившего название Fate/Extra Record.
Fate/Extra и Fate/Extra CCC в вариантах истории с Нероном в качестве слуги получили по манга-адаптации от мангаки Robi〜na, выпускавшимися в журнале Comptiq, а Такэноко Сэйдзин на основе сюжетной арки Тамамо-но маэ проиллюстрировал мангу Fate/Extra CCC FoxTail, издающуюся в журнале Comp Ace. В 2018 году на различных телеканалах Японии был продемонстрирован аниме-сериал Fate/Extra Last Encore, созданный режиссёром студии Shaft Акиюки Симбо.

## Игровой процесс

Сражение слуги Арчера (показан результат успешного действия «Прорыв»)

Fate/Extra является однопользовательской трёхмерной японской ролевой игрой в поджанре подземелья. В игре представлены две крупные локации: «Арена», в которой происходят сражения с компьютерными противниками, и «Академия», где развивается основная сюжетная линия.
В ходе сражений игрок, называемый «Мастером» (англ. Master), руководит персонажем, именуемым «Слугой» (англ. Servant), и стремится довести очки здоровья оппонента до нулевого значения. Битвы происходят в виде обособленных внутриигровых событий с единственным противником, которым может быть либо обитатель подземелья, либо другой слуга. Бой состоит из отдельных секций, а перед началом каждой из них мастеру предлагается выбрать последовательность из шести действий его слуги на игровом поле. В это же время противником устанавливается собственная комбинация действий. Существует три основных типа взаимодействия: «Атака» (англ. Attack), «Защита» (англ. Guard) и «Прорыв» (англ. Break). По аналогии с игрой «камень, ножницы, бумага» после выбранных оппонентами серий действий происходит их сравнение, по результатам которого проигравшей стороне наносится урон. В случае трёх последовательных успешных действий (англ. Chain) персонажу предоставляется дополнительная атака, не встречающая сопротивления противника. Помимо основных взаимодействий, у персонажей слуг имеются специальные типы атак и суперприёмы, называемые «Благородными фантазмами» (англ. Noble Phantasm), которые требуют расходования очков магической энергии. Мастер в ходе сражения может поддерживать своего слугу с помощью постоянных эффектов предметов, приобретаемых во внутриигровом магазине и получаемых по ходу сюжета, а также использования «заклинаний кода» (англ. Code Cast) — магии, усиливающей определённые характеристики слуг.
Арена является подземельем, заполненным агрессивными компьютерными противниками, за уничтожение которых игрок приобретает очки опыта и внутриигровую валюту. В течение одной игровой недели игроку предлагаются два обязательных квеста, состоящие в нахождении предметов на территории уровней Арены. В случае выполнения этих миссий в установленный срок игрок допускается к сражению с назначенным в оппоненты в начале игровой недели слугой противника, управляемым искусственным интеллектом. При определённом количестве проведённых сражений с определённым типом противников игрок получает возможность видеть часть комбинации действий оппонента до выбора собственной серии приёмов. В случае слуг в течение игровой недели возможен сбор информации о противнике посредством наблюдения и взаимодействия с его мастером в Академии. Также на территории Академии производится улучшение параметров слуг за накопленные очки опыта и возможна покупка различных предметов за внутриигровую валюту.
Диалоговая система Fate/Extra выстроена по аналогии с жанром визуальных романов, в котором наличествует разветвлённая система выбора реплик, влияющих на дальнейшее развитие сюжета или отношений с собственным слугой. Основное повествование также ведётся посредством предлагаемой игроку текстовой информации, расположенной в промежутках между стадиями активного игрового процесса. В случае невыполнения квестов или поражения слуги на Арене игра завершается «плохой концовкой», то есть смертью выбранного мастера и обнулением всего предшествующего прохождения.

## Сюжет

### Оригинальная игра
События Fate/Extra разворачиваются в 2030 году на искусственной лунной базе «Академия Цукумихара» (яп. 月海原学園 Цукумихара Гакуэн), где посредством использования суперкомпьютера была предпринята попытка воссоздания состязания между магами — «Войны Святого Грааля» (яп. 聖杯戦争 Сэйхай Сэнсо:).
Один из учащихся по имени Хакуно Кисинами обнаруживает, что вокруг него происходят странные события — часть студентов ведёт себя, словно исполняя какую-то ограниченную роль, а некоторые проявляют сверхчеловеческие способности. Хакуно решает проследить за одним из ведущих себя странно учеников и обнаруживает на территории академии помещение, в котором было убито несколько студентов. В ходе осмотра этого места на него нападает и серьёзно ранит неожиданно ожившее чучело. Истекая кровью, протагонист решает во что бы то ни стало не сдаваться и попытаться разорвать странную цепь событий, что призывает на его сторону героическую личность, которая уничтожает ожившее чучело и спасает Хакуно. Очнувшись в больнице, главный герой выясняет, что оказался втянут в Войну Святого Грааля и был признан мастером (англ. Master), которому с помощью суперкомпьютера был предоставлен «слуга» (англ. Servant), спасший ему жизнь. Сами же слуги являются материализованными духами мифологических или легендарных личностей, которые были распределены в зависимости от прижизненных умений к одному из семи классов. Целью же войны оказывается устранить всех других призванных героев для возможности призыва Святого Грааля, способного исполнить любое желание победителя.
Далее протагонист выясняет, что все предыдущие события были предварительным этапом отбора мастеров, который сумели преодолеть 128 участников-магов. Помимо магов, все прочие персонажи оказались NPC с прописанным суперкомпьютером поведением и строго определёнными функциями для взаимодействия с живыми людьми. От куратора войны Котоминэ Кирэя (яп. 言峰綺礼) и мага Тосаки Рин (яп. 遠坂凛) Хакуно выясняет, что для победы в состязании необходимо одержать семь последовательных побед над случайно определёнными компьютером противниками, а в случае поражения собственного слуги он сам окончит свою жизнь не только в этой виртуальной реальности, но и в реальном мире. Также Кисинами замечает, что он единственный из всех магов не имеет воспоминаний до Цукумихары, и, сражаясь в войне, пытается выяснить правду о своём прошлом.
Победив семерых мастеров, Хакуно узнаёт, что в конце XX века жизнь на Земле пришла к стагнации и её магические ресурсы были истощены, а сама эта война была начата как ритуал для возможности восполнения этих потерь и попытки дать человечеству новый шанс. Приблизившись к Святому Граалю, протагонист встречает сопротивление доктора Твайса Писмана (англ. Twice H. Pieceman), который стремится убедить героя использовать Святой Грааль для спасения человечества, но получает от него резкий отказ. Оказывается, что Твайс является NPC, получившим статус мастера и Будду Шакьямуни в качестве слуги. В ходе финального сражения слуга Хакуно одерживает верх и предоставляет своему мастеру возможность узнать о его истинной личности с помощью Грааля.

### CCC
Fate/Extra CCC представляет собой альтернативный вариант развития оригинальной игры, в котором академия Цукумихара после начала Войны Святого Грааля подвергается атаке Тени, уничтожающей мастеров и NPC. Пытаясь сбежать от опасности, Хакуно Кисинами теряет сознание, после чего приходит в себя в медпункте в изменившемся здании академии и замечает, что за ним ухаживает медсестра Мато Сакура (яп. 間桐桜). Выясняется, что главный герой вместе с некоторыми мастерами попал в мнимое пространство, расположенное на обратной стороне Луны и использующееся для хранения вредоносной для суперкомпьютера информации, из которого они пытаются выбраться. Спустя некоторое время становится известно, что за всем происходящим стоит созданная на основе Мато Сакуры её резервная копия — BB (яп. ビィビィ Би-Би), целью которой является спасти Хакуно от гибели в войне. В конечном итоге BB объединяется с героем для противостояния Киаре Сэссёин (яп. 殺生院キアラ), решившей использовать Грааль для спасения людей. После победы над Киарой Хакуно возвращается в академию Цукумихара.

### Last Encore
Сюжет Fate/Extra Last Encore является фактическим продолжением событий основной игры при условии проигрыша в финальном сражении Твайсу Писману и его слуге. Хакуно Кисинами вновь оказывается в академии Цукумихара, в которой система суперкомпьютера начала зачистку всего живого. Получив серьёзную рану в борьбе с другим мастером за возможность спастись, главный герой призывает на свою сторону слугу Сэйбер, с которой отправляется к Святому Граалю. Как и в оригинальной игре, Хакуно изначально не имеет никаких воспоминаний о прошлом и не знает принципов Войны Святого Грааля. В ходе его странствий выясняется, что после проигрыша предыдущего Хакуно Кисинами, бывшего девушкой, прошла уже почти тысяча лет, и весь мир, созданный суперкомпьютером, претерпел существенные изменения — он был разбит на восемь уровней, в каждом из которых имелся свой мастер со слугой. Из-за опасности сражений и риска гибели большая часть мастеров отказалась от своих прав и начала мирно жить на нижнем уровне, продав своих слуг. На нижнем уровне к герою и Сэйбер присоединяется Тосака Рин.
Побеждая мастеров уровней, каждый из которых вступал в сражение с главным героем в Fate/Extra, Хакуно постепенно приближается к Святому Граалю и восстанавливает память предыдущего Хакуно Кисинами. Также выясняется, что начался процесс саморазрушения суперкомпьютера, и вскоре вся виртуальная реальность может быть уничтожена вместе с возможностью исполнить с помощью Грааля желание. Достигнув вершины, главный герой и Сэйбер побеждают Твайса Писмана, который более не видел возможности развития человечества и смирился с его грядущей гибелью. Хакуно отдаёт право быть победителем в войне Тосаке Рин, которая исполняет желание с помощью Грааля.

### Главные герои
Хакуно Кисинами (яп. 岸波白野 Кисинами Хакуно) — протагонист. В ходе событий Fate/Extra является получившим самосознание NPC, который сумел занять место в Войне Святого Грааля случайно погибшего до его начала мастера. Прототипом Хакуно до внедрения в суперкомпьютер является замороженный в криокамере человек, страдающий полной потерей памяти. В Fate/Extra Last Encore Кисинами перерождается как «лик смерти» (англ. Dead Face) — сущность, впитавшая в себя ненависть убитых в Войне Святого Грааля и неспособная испытывать положительные эмоции. После контакта со Святым Граалем Хакуно распознаётся как программная ошибка и стирается суперкомпьютером в оригинальной игре и в аниме-адаптации.
Сэйю: Ацуси Абэ.
Сэйбер (яп. セイバー Сэйба:) — Нерон Клавдий. В отличие от исторического прототипа, представлена в виде женского персонажа со схожей предысторией. Отличается перфекционизмом во всех своих действиях и самоуверенностью. Сосредоточена на демонстрации любви (в своём понимании) и опеки к собственному мастеру, которого называет «претором». Ищет во всём «прекрасное» и стремится подчеркнуть своё актёрское мастерство.
Сэйю: Сакура Тангэ.
Арчер (яп. アーチャー А:тя:) — неизвестный. Утверждает, что не помнит своего имени, но при жизни мечтал стать «защитником справедливости» (яп. 正義の味方 Сэйги но миката). Отличается циничным и прагматичным характером, а также пристрастием ко всевозможной деятельности домохозяек.
Сэйю: Дзюнъити Сувабэ.
Кастер (яп. キャスター Кясута:) — Тамамо-но маэ. Антропоморфная кицунэ, отличающаяся преданностью своему мастеру и конфликтностью со всеми прочими персонажами. Вне зависимости от пола выбранного протагониста влюбляется в него и называет себя его «женой». Авторами Fate/Extra рассматривается в качестве наиболее сложного для прохождения игры персонажа.
Сэйю: Тива Сайто.

## Разработка

### Утверждение проекта
Впервые о существовании додзин-кружка Type-Moon продюсер будущего проекта ролевой игры Нино Кадзуя узнал путём знакомства с визуальным романом Tsukihime. В 2005 году он вошёл в состав новой компании Imageepoch и получил от своего генерального директора Микаги Рёэй указание о необходимости создания совместного проекта с завершившей коммерциализацию Type-Moon. Вскоре Кадзуя связался с руководителями бывшего додзин-кружка — Киноко Насу и Такаси Такэути — и выдвинул предложение о сотрудничестве по разработке компьютерной игры в сеттинге вымышленной вселенной Fate, который, по мнению продюсера, был привлекателен для реализации в различных жанрах. В тот момент коллектив Type-Moon был задействован в финальной стадии работ по визуальному роману Fate/hollow ataraxia, а также имел краткосрочные планы по разработке иных проектов, из-за чего Киноко Насу был вынужден отказать продюсеру.
Несмотря на неудачу, Кадзуя не оставил идею создания новой игры и в 2007 году подготовил более детальное предложение: жанром будущего продукта должна была стать компьютерная японская ролевая игра, сюжетом служила бы принципиально новая Война Святого Грааля, не связанная с событиями родоначальника серии — визуального романа Fate/stay night. За основу центральной линии произведения была выбрана тематика недалёкого будущего с местом действия на поверхности Луны, которая ранее кратко упоминалась Киноко Насу в виде элемента сеттинга серии игр по Tsukihime; кроме того, было предусмотрено введение суперкомпьютера, контролирующего работу Святого Грааля, с миром виртуальной реальности, в которую были бы помещены протагонисты истории.
Из-за особенностей сеттинга Кадзуя решил сделать ролевую игру с большим количеством текстовой информации, наподобие привычного для фанатов серии формата визуальных романов. Сочтя важным графический аспект будущей работы, продюсером был сделан выбор в пользу трёхмерной графики и бесшовного перехода планов от третьего лица. Для противопоставления продукта остальной франшизе Fate Кадзуя пригласил для разработки дизайна персонажей стороннего художника, работавшей под псевдонимом Вадарко, несмотря на то, что во всех предыдущих играх Type-Moon эту роль всегда исполнял Такаси Такэути. Для презентации проекта Вадарко было поручено создать на основе образа героини Fate/stay night Сэйбер внешне похожего персонажа для провокации аудитории, сохранив около «30 % исходного дизайна». Дополнительно продюсер указал иллюстратору информацию о тематике виртуальной реальности и сообщил, что историческим прототипом героини должен стать римский император Нерон. Первоначальный эскиз, выполненный художником в подражание стиля Такэути, был отвергнут, и Кадзуя настоял на изображении персонажа в собственной манере Вадарко без лишней детализации элементов.
На момент получения нового предложения от Кадзуи руководители Type-Moon планировали прекращение расширения франшизы Fate и переход к разработке принципиально новых по сюжету проектов. Однако ещё во время создания Fate/stay night они рассматривали возможность разработки ролевой игры на основе этого визуального романа, поскольку с детских лет являлись поклонниками этого жанра и считали элементы сеттинга вселенной Fate подходящими для такого проекта. По этой причине новый проект Кадзуи был встречен Насу и Такэути с одобрением, в особенности благодаря статусу спин-оффа к оригинальной игре, а не новому переложению её в иной формат.

### Практическая реализация
После утверждения концепции будущей игры Кадзуя разделил сферы ответственности между двумя разработчиками: компания Type-Moon сосредоточилась на создании сценария игры, который взял на себя главный сценарист Киноко Насу, и дизайне персонажей под контролем Такаси Такэути, а Imageepoch — на практической реализации проекта и создании игровых механик, порученных руководителю отдела программирования Сюэцу Кадоваки, несмотря на его занятость в других проектах. Сам же продюсер оставил за собой осуществление связи между создателями и контроль за отдельными сюжетными ходами.
В Imageepoch существовали различные идеи по реализации механики игры, как, например, построение игрового процесса боевых сцен по аналогии с представителями файтингов, а также сложная система нетранзитивного баланса, состоявшая из шести различных действий персонажей. В отличие от других представителей франшизы Fate для каждого персонажа разрабатывались не только атакующие, но и защитные умения, поскольку разработчики считали необходимым «не только уменьшать очки здоровья оппонента, но и каким-то образом сохранять свои собственные», дабы удерживать внимание игрока в игре. Однако в итоге Кадзуя и Кадоваки приняли решение об использовании механики, аналогичной игре «камень, ножницы, бумага», и, понимая, что этот примитивный ход не будет вызывать большой заинтересованности у аудитории, решили противопоставить ему развитую систему сбора информации о противнике, существенно улучшающую шансы на победу в поединках и представленную в виде внутриигровых событий, по аналогии с постепенно заполняющимся данными экраном состояния слуг в Fate/stay night. По этой причине существенно большее внимание разработчиков было уделено проработке характеров отдельных персонажей и общему развитию фабулы вместо ориентации на игровые аспекты. Предполагалось использование в режиме битвы уникальных совместных действий для различных комбинаций мастеров и слуг, что, однако, не было реализовано в финальном проекте.

Эскиз Тамамо-но маэ, выполненный Такаси Такэути

По решению продюсера в игре было необходимо представить три доступных для выбора игроком слуги (Сэйбер, Арчер и Кастер), отличавшихся различными умениями и характером, что должно было, согласно его замыслу, служить своеобразными «уровнями сложности», возрастающими от Сэйбер к Кастер. Несмотря на заявленную независимость истории, концепция второстепенных персонажей истории была основана на схожести с героями Fate/stay night, части из которых были предоставлены те же имена, что и в визуальном романе, однако, по заявлениям разработчиков, все их характеры и предыстории не были идентичны их прототипам. Чтобы подчеркнуть это, некоторым из них (например, Тосаке Рин) предлагалось изменить кандзи в написании имён, что, однако, в итоге не было реализовано. Впервые с момента использования Сасаки Кодзиро в качестве слуги в Fate/stay night Киноко Насу был снят запрет на введение в сюжет дальневосточных персонажей в качестве слуг, благодаря чему в игре оказались представлены Люй Бу и Ли Шувэнь.
Первоначально Киноко Насу сомневался в возможности реализации личности Нерона как основы для героини Сэйбер, и создателями рассматривались иные варианты прототипа персонажа. Тем не менее, первоначальный выбор был оставлен без изменений, однако характер персонажа был радикально изменён в сторону большой опеки своего окружения и сосредоточенности на романтической любовной тематике, которая получила развитие в виде появления для неё свадебного платья в одном из игровых событий. Вторым доступным для выбора персонажем был выбран Арчер из Fate/stay night, причём Кадзуя и Вадарко решили сохранить ему характер и внешний облик, считая, что этот герой «должен всегда выглядеть крутым», визуально увеличив при этом его маскулинность. Наибольшие трудности вызвал выбор третьего персонажа — Кастер, поскольку Кадзуя предложил выполнить её в виде взрослой женщины с животными ушами. Первоначальный дизайн героини был разработан Такаси Такэути в виде смеси японского костюма и китайской традиционной одежды ханьфу; черты лица и причёска были созданы под впечатлением от персонажа Ёко из аниме-сериала «Гуррен-Лаганн», и было принято решение выбрать на эту роль кицунэ Тамамо-но маэ.
По словам Такэути, разработка центральной сюжетной линии игры велась лично Кадзуей, а Насу лишь занимался переложением его идей в текст. По сравнению с предыдущими продуктами франшизы был добавлен новый класс слуги — Сэйвер (Saver с англ. — «Спаситель»), чью истинную личность решено было выполнить на основе Будды Шакьямуни как финального босса и защитника Грааля. Уже после выпуска игры продюсер отмечал, что ему не удалось достаточно сосредоточиться на драматических аспектах сюжета, из-за чего Насу был сделан упор на сценах школьной повседневности. Сам сеттинг по решению сценариста оказался выполнен как капиталистическая утопия, находящаяся в стадии стагнации, а целью происходящей войны Святого Грааля стал отбор мастеров для использования свойств артефакта для всеобщего блага, а не исполнения личных целей, как в Fate/stay night.
Выбор сэйю для озвучивания персонажей производился Насу, Такэути и Кадзуей, причём на роли героев, прототипы которых участвовали в предыдущих работах Type-Moon, был утверждён тот же актёрский состав. Роль Сэйбер была доверена Сакуре Тангэ, ранее известной по озвучиванию главной героини аниме Cardcaptor Sakura, несмотря на то, что в предыдущих своих работах она выступала в типаже младших сестёр, но не правителей. По причине этого Тангэ была вынуждена использовать более низкий тембр голоса, а также советовалась с исполнительницей роли Сэйбер в Fate/stay night Аяко Кавасуми об особенностях сценической передачи характера подобных героинь.

## Выпуск
О предстоящем выпуске игры впервые было анонсировано в сентябрьском номере журнала Famitsu в 2009 году, а чуть позже также было сообщено, что новый проект является спин-оффом к основным работам франшизы — Fate/stay night и Fate/Zero — и разрабатывается только для платформы PlayStation Portable. 16 октября того же года издатель Marvelous Entertainment сообщил о том, что релиз запланирован на 18 марта 2010 года, но 28 января перенёс эту дату на неопределённый срок, мотивировав подобный ход необходимостью «улучшения качества продукции». Окончательный выпуск игры состоялся 22 июля 2010 года. За первую неделю продаж было реализовано более 72 тысяч копий Fate/Extra, что позволило ей стать второй по темпам продаж компьютерной игрой в Японии в тот период, уступив лишь Wii Party.
В июле 2011 года было сообщено о грядущей локализации игры на английском языке для североамериканского региона, которая была официально выпущена компанией Aksys Games 1 ноября того же года в ограниченном, включавшем артбук и саундтрек, и стандартном издании, а также в загружаемой версии для PlayStation Network. 4 мая 2012 года в той же комплектации Fate/Extra была выпущена на территории Евросоюза издателем Ghostlight.

### Ремейк
На десятую годовщину выпуска игры представителями Type-Moon было объявлено о ведущейся разработке ремейка, получившего название Fate/Extra Record. Нино Кадзуя отметил, что стоит ожидать выпуск Steam-версии игры, а боевая система оригинала будет переработана. Основу визуальной стилистики Вадарко было решено сохранить, внеся незначительные изменения в дизайн персонажей.

## Fate/Extra CCC

Эскизы изменения дизайна Арчера, выполненные Вадарко для Fate /Extra CCC

Ещё во время разработки оригинальной игры продюсером проекта Нино Кадзуей была предложена идея о создании сюжета, в центр которого была бы помещена побочная героиня Сакура Мато (яп. 間桐桜 Мато: Сакура), игравшая одну из главных ролей в Fate/stay night. Позже Киноко Насу поддержал этот замысел, когда на фоне успеха Fate/Extra было решено создать продолжение этой части франшизы Fate. Проект получил название Fate/Extra CCC.
По аналогии с Fate/hollow ataraxia Насу рассматривал новую работу не как самостоятельный полноценный продукт, а лишь в качестве сюжетного дополнения к исходной Fate/Extra. По настоянию Такаси Такэути сценаристу было рекомендовано включить многочисленные отсылки к иным произведениям Type-Moon, выпущенным к тому моменту. С учётом многословного стиля самого Насу и его желания создать историю в жанре сэйнэн это вылилось в большой размер текста сценария (более 1 мегабайта). Подобный объём соответствовал полноценным визуальным романам, ранее выпускавшимся компанией, а не субтитрам к ролевой игре, но в итоге полный текст по решению Такэути был сохранён как особенность произведений автора. Позже Насу отмечал, что с выпуском Fate/Extra CCC ему, наконец, удалось реализовать все идеи, которые имел в момент старта работ над франшизой Fate в начале 2000-х.
В качестве персонажей сценаристом в сюжет были включены три искусственные ипостаси Мато Сакуры — BB (яп. ビィビィ Би Би), Passion Lip (яп. パッションリップ Пассён Рипу) и Мелтлилит (яп. メルトリリス Мэруторирису), выполненные в этти-стилистике. Среди доступных для выбора слуг в игру, по предложению Такаси Такэути, был добавлен Гильгамеш, известный по основным работам франшизы (Fate/stay night и Fate/Zero), в виде бесклассового героя по причине того, что Насу не счёл нужным пытаться уложить этого уже разработанного персонаже в систему слуг Fate/Extra. Также Гильгамеш был представлен в виде положительного персонажа, несмотря на статус антагониста в основной серии. Среди прочих слуг в Fate/Extra CCC был введён Карна, использовавшийся в готовившийся в тот момент к изданию ранобэ Fate/Apocrypha, поскольку Насу нравился получившийся образ персонажа того проекта.
К концу лета 2011 года Насу был завершён предварительный сценарий будущего сиквела, после чего был оформлен дизайн персонажей, а зимой того же года началась разработка программного кода игры. По сравнению с Fate/Extra был изменён состав группы программистов Imageepoch, проводивших разработку проекта, и им было предоставлено усложнённое техническое задание для будущей игры. Тем не менее, были сохранены основные принципы игрового процесса в виде подземелья с распределёнными по нескольким уровням боссами, но была снижена общая сложность прохождения за счёт уменьшения числа плохих концовок.
Работа рассматривалась разработчиками исключительно как проект для фанатов, и потому было увеличено количество фансервисного контента с женскими персонажами. Также в игру была добавлена галерея изображений «Secret Garden» с эротическими изображениями героев, выполненными на грани норм CERO для компьютерных игр, причём дизайнеру Вадарко было дано задание уделить большее внимание передаче больших размеров груди женских персонажей и выполнить более откровенные модели костюмов всех героев. Первоначально эротика предполагалась в качестве центральной сюжетной линии произведения, но в итоге она преобразилась, по словам Насу, в «романтическую историю с битвой женских персонажей». Поскольку сеттинг школы в Fate/Extra CCC был изменён с современного здания на деревянную постройку, Вадарко решила использовать классическую японскую школьную форму (матроску и гакуран) вместо дизайна, принятого в игре-предшественнике, для более точной передачи иной атмосферы новой работы.
8 сентября 2011 года публике было официально объявлено о выходе будущего проекта весной 2012 года, но руководство Type-Moon вскоре пересмотрело сроки нового проекта, и его практическая реализация была отложена до выпуска визуального романа Mahoutsukai no Yoru, дабы не разделять внимание персонала между двумя работами. Новая дата была назначена на зиму 2012 года, и также было сообщено об увеличении бюджета проекта за счёт привлечения средств от Marvelous Entertainment. В декабре релиз вновь был отсрочен до марта 2013 года по причинам «необходимости отладки качества работы». Новая игра официально поступила в продажу 28 марта 2013 года на территории Японии, и уже к 22 апреля было реализовано 110 тысяч её копий, что стало рекордом по объёму продаж за такой срок во всей франшизе. В январе 2014 года азиатское отделение Sony Computer Entertainment осуществило выпуск дополнительного издания Fate/Extra CCC и Samurai Warriors 3, как двух лучших по продажам игр для PlayStation Portable в 2013 году в Японии. Несмотря на этот коммерческий успех, Fate/Extra CCC стала одним из последних проектов для компании Imageepoch, совершившей процедуру банкротства в 2015 году.
События Fate/Extra CCC легли в основу спин-оффа — action-игры Fate/Extella: The Umbral Star, выпущенной Marvelous Entertainment в 2016 году на платформах PlayStation 4 и PlayStation Vita в Японии, а позже и в других странах.

## Манга
На основе Fate/Extra и Fate/Extra CCC было сделано несколько манга-адаптаций, выпускавшихся в различных подразделениях издательства Kadokawa Shoten. 26 сентября 2011 года поступил продажу в журнале Comptiq первый танкобон манги Fate/Extra авторства мангаки Robi〜na. Работа представляла собой адаптацию сюжетной линии с мужским протагонистом и Сэйбер в качестве слуги. Всего было выпущено 6 танкобонов, последний из которых был издан 10 ноября 2014 года, причём на его обложке иллюстратором была допущена ошибка, прошедшая в тираж и заключавшаяся в изображении шести пальцев на одной из рук Сэйбер. Начиная с июня 2015 года, в том же журнале началась публикация новой работы Robi〜na — Fate/Extra CCC, также основанной на сюжетной линии героини Сэйбер в одноимённой игре. Данная адаптация закончилась 8 марта 2024 года выходом 8 танкобона.
Так как, помимо Нерона, в серии Fate/Extra существовали и другие центральные персонажи-слуги, Такаси Такэути совместно с Marvelous Entertainment было принято решение о создании дополнительной серии манги. Генеральный директор Type-Moon счёл более перспективным раскрытие персонажа Тамамо-но маэ в сеттинге вселенной Fate и в 2013 году предложил начинающему мангаке Такэноко Сэйдзину сделать собственную адаптацию Fate/Extra CCC. До этого момента Сэйдзин занимался исключительно созданием манги в жанре хентай, но, несмотря на это, он сразу же согласился приступить к работе, поскольку хотел попробовать свои силы в создании полноценных сюжетных линий персонажей крупной франшизы. Мангака решил сделать акцент на противостоянии между Тамамо-но маэ и богини Аматэрасу, а также других элементах истории, включённых в предоставленные ему наработки Киноко Насу по сценарию игры, но не вошедших в её итоговый вариант. Поскольку в качестве главной героини была выбрана персонаж-кицунэ, работа получила название Fate/Extra CCC FoxTail. По причине отсутствия опыта Сэйдзин, по его признанию, испытывал трудности в изображении батальных сцен и сосредоточился на их более тщательной передаче, в частности он старался использовать полностью объём окна комикса, заполняя пустующее пространство визуальными эффектами и ономатопеей (включавшей не только использующуюся другими авторами катакану, но и кандзи), а также применял частое изменение масштабирования планов и переходы света и тени для облегчения восприятия работы читателями. Способности Тамамо-но маэ и прочих персонажей были почерпнуты мангакой из традиционной японской мифологии. Первый танкобон серии поступил в продажу 26 октября 2013 года от журнала Comp Ace и включал в себя дополнительную главу как спин-офф к основной истории.

## Аниме

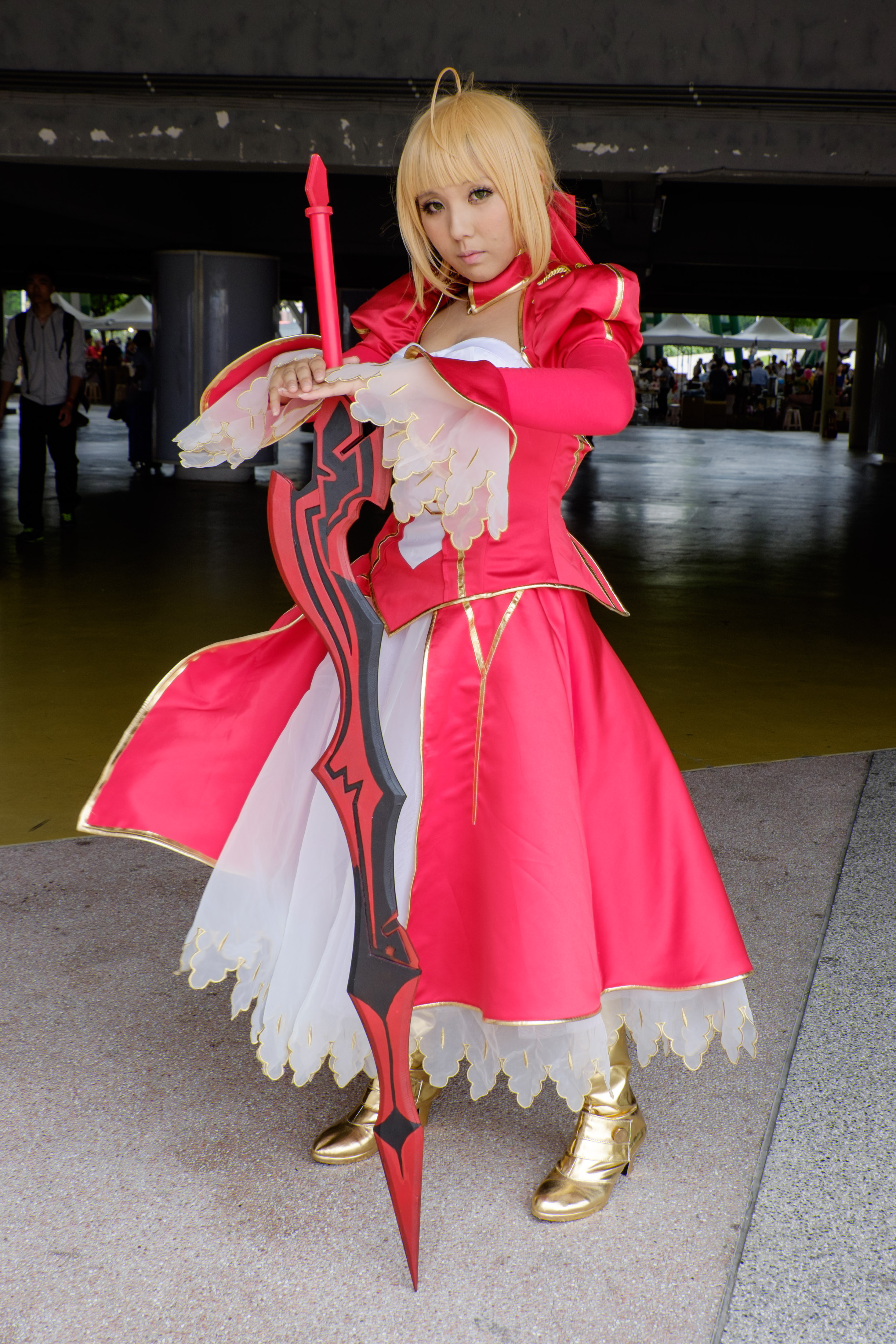
Косплей Сэйбер

В компании Type-Moon, по свидетельству Киноко Насу, уже в момент выпуска оригинальной игры в 2011 году имелись планы на возможную адаптацию в формате аниме-сериала. Более конкретную форму они обрели только в 2013 году в ходе разработки Fate/Extra CCC, для которой студией Shaft была подготовлена и снята вступительная заставка. Выбор данной аниме-студии для этой работы был продиктован использованием ею авангардистского подхода к изображению, что, на взгляд руководства Type-Moon, хорошо подходило стилистике серии Fate/Extra. Заказчики оказались удовлетворены результатом, и с Shaft была достигнута предварительная договорённость о будущей экранизации, которая из-за загруженного графика студии сразу же была переведена в ранг долгосрочной перспективы.
В начале 2016 года начался подбор персонала для будущей работы: на должность режиссёра картины был утверждён Акиюки Симбо, известный по адаптации серии Monogatari и Mahou Shoujo Madoka Magica, передача дизайна персонажей была поручена Хироке Ямамуре и Масааки Такияме. Роль же сценариста досталась автору оригинальной игры Киноко Насу. Первоначально у него имелось несколько вариантов будущего характера адаптации, включавших использование Тамамо-но маэ в качестве главной героини и непосредственного переложения игрового сценария, однако в дальнейшем он принял решение создать оригинальную работу, завершавшую бы по сюжету весь цикл Fate/Extra, которая по этой причине получила название Fate/Extra Last Encore (с англ. — «Судьба/Дополнение Последний вызов на бис»). Со стороны продюсеров перед Насу не ставилось каких-либо ограничений, поскольку были даны гарантии под любой требуемый бюджет работы. В будущем сценарии Насу решил задействовать всех основных персонажей первоисточника, помещённых в новые условия войны на выживание, длившейся к тому моменту уже тысячу лет относительно оригинальной Fate/Extra. По сравнению со сценарием игры автор решил уделить больше внимания размышлениям главного героя о собственных целях и месте в этом мире, а на роль главной героини выбрал Сэйбер. Помощником Насу по сценарным вопросам являлась Хикару Сакурай — автор ранобэ Fate/Prototype: Sougin no Fragments.
27 марта 2016 года о готовящемся выпуске сериала в следующем году было официально объявлено публике. Летом 2017 года студия сообщила о задействовании оригинального состава сэйю игры и о том, что премьера состоится «следующей зимой». В итоге телевизионный показ стартовал в полночь 28 января 2018 года на каналах Gunma TV, BS11, Tochigi TV, Tokyo MX и MBS TV, а также с 30 января в онлайн-сервисе Netflix. В период до 1 апреля 2018 года было показано 10 серий экранизации с незавершённой главной сюжетной линией, оставшуюся часть истории создатели решили продемонстрировать публике с 29 июля по 5 августа того же года на тех же телеканалах, за исключением MBS TV. Первая часть Fate/Extra Last Encore получила в тот период дополнительное наименование Oblitus Heliocentrism (с англ. — «Забытый гелиоцентризм»), вторая — Illustrias Geocentrism (с англ. — «Прославленный геоцентризм»). Перед выпуском финальных серий Киноко Насу принёс извинения зрителям за получившиеся «трудные для понимания диалоги» в картине и попросил их по возможности лучше концентрироваться во время просмотра.
18 июля сериал был выпущен на носителях DVD и Blu-ray Disc, причём последнее издание стало вторым по числу продаж за первую неделю августа среди всей мультипликационной продукции Японии, уступив лишь фильму «Тайна Коко». На других языках сериал транслировался начиная с 30 июня 2018 года в онлайн-сервисе Netflix.

## Музыка и радиопостановки
Музыкальное сопровождение оригинальной игры было подготовлено композитором Синдзи Хосоэ, известного по различным работам для игровой компании Namco. Тематическая песня игры Fate/Extra, получившая название «Ranse Eroica», была написана композитором Микией Катакурой и исполнена группой Ali Project, выпустившей её как собственный сингл. Однако в Fate/Extra CCC саундтрек уже был написан штатными сотрудниками компании Type-Moon, а открывающая и закрывающая композиции сиквела, получившие названия «Sakura Meikyuu» и «Blossom.», были исполнены Канон Вакэсимой и Сакурой Тангэ соответственно и представлены в 2012 году на мероприятии Machi asobi, организованном студией ufotable.
С 2013 по 2016 год звукозаписывающей компанией HOBiRECORDS выпускались записи радиопостановки Sound Drama Fate/EXTRA, сценарий к которой был написан Кэнто Кудзё. Всего было издано четыре сборника CD-дисков адаптации, сюжет которой был построен на оригинальной игре с мужским протагонистом и Сэйбер в качестве слуги, а также включал собственные дополнительные сцены. 24 января 2014 года этой же компанией была издана радиопостановка Fate/EXTRA CCC Runatik Kusuteshon 2013 по игре Fate/Extra CCC, содержавшая также шесть character song в исполнении сэйю женских персонажей истории, тексты к которым были написаны Маи Кадоваки. С 22 июля 2013 года по 19 декабря 2014 года производилось вещание интернет-радиопостановки Fate/EXTRA Tsukumihara Gakuen Housoubu с сэйю Ацуси Абэ (Хакуно Кисинами) и Сакурой Тангэ (Сэйбер), выпускавшиеся с различной периодичностью на нескольких интернет-каналах, включая Type-Moon. Всего было произведено 18 выпусков, заключавшихся в интервью с другими актёрами озвучивания игры в качестве приглашённых гостей, которые были изданы впоследствии на компакт-диске в 2015 году.
По заказу студии Shaft музыкальное сопровождение аниме Fate/Extra Last Encore было выполнено композитором Сатору Косаки, известным по созданию саундтрека к сериалам «Меланхолия Харухи Судзумии», Lucky Star и Bakemonogatari. Открывающей композицией экранизации послужила песня «Bright Burning Shout», спетая Таканори Нисикавой на слова Томои Табути, закрывающей — «Tsuki to hanataba» от певицы Саюри. Оба музыкальных трека были изданы исполнителями в качестве синглов в январе 2018 года. С июня по август 2018 года производилось вещание интернет-радиопостановки Fate/EXTRA Last Encore Web Rajio с сэйю Ацуси Абэ.

### Padoru padoru!
В материалах игры была также представлена сцена, в которой Сэйбер, изображённая в тиби-стилистике и одетая в костюм Санта-Клауса, на японском языке пела пародию на песню «Jingle Bells». Из-за текста песни эта пародия получила от фанатов прозвище «Padoru padoru!». Группа интернет-пользователей решила разместить запись этого фрагмента на YouTube в виде зацикленного часового видеоклипа, который вскоре обрёл популярность и распространился в конце 2010-х годов как интернет-мем, приуроченный к католическому Рождеству.

## Критика

### Игра
| Сводный рейтинг    | Сводный рейтинг |
| Агрегатор          | Оценка          |
| ------------------ | --------------- |
| GameRankings       | 63,08 %         |
| Metacritic         | 58 %            |
| Иноязычные издания |                 |
| Издание            | Оценка          |
| Destructoid        | 7/10            |
| GamePro            | 6/10            |
| GameSpot           | 6/10            |
| GameZone           | 7,0/10          |
| Pocket Gamer       | 6/10            |
| RPGamer            | 2,5/5           |
| Dark Zero          | 6/10            |
| Game Critics       | 8,5/10          |
| Gaming Union       | 6/10            |
| The Digital Fix    | 7/10            |

Игра Fate/Extra получила невысокие оценки критиков, рассматривавших её как работу на стыке жанров японских ролевых игр и визуальных романов. В качестве главного достоинства рецензентами выделялось сюжетное наполнение, которое было расценено как представляющее наибольший интерес для игрока и удерживающее его в игре. В этом же контексте ими указывалось и высокое качество самого текста, который, по мнению обозревателя Dark Zero Доминика Ширда, напоминало игру Lost Odyssey. Тем не менее, Хайди Кемпс в рецензии для GamePro отмечала, что, как и в случае других работ Киноко Насу, изложение в ряде моментов было несколько затянутым, а манера передачи мыслей персонажей более соответствовала традициям визуальных романов. Другие критики также приводили аналогии с этим жанром, выделяя наличие системы вызываемых событий посредством игровых выборов; очков отношений между персонажами, а также абсолютных сюжетных тупиков, которые нехарактерны для ролевых игр, и большое число внезапных плохих концовок, завершавшихся смертью персонажа. Обозреватель The Digital Fix Льюис Браун рассматривал эти элементы визуальных романов как реализованные удачно, однако отмечал, что повествование выиграло бы, если бы в нём было больше драматической составляющей, а не повседневного школьного быта.
Наличие трёх различных доступных к выбору «слуг» было оценено положительно с раскрытием их как персонажей и, по мнению некоторых рецензентов, способствовало стимулированию игрока к повторному прохождению игры. Однако необходимость режима «Новая игра+», на взгляд Шивы Стеллы из GameSpot, была спорной из-за неизменности основной фабулы. Брэд Гэллоуэй из интернет-портала Gaming Union отмечал, что, несмотря на не самую оригинальную завязку сюжета через потерю памяти главным героем и постепенное её восстановление, её последствия были реализованы с нетипичным для жанра развитием, поскольку открытие фактов из прошлого протагониста имело не только плюсы, но и минусы. Льюис Браун выделял удачное использование в игре фуриганы, в том числе и в локализованной английской версии, добавлявшее смысловые оттенки в диалоговую часть. Высокую оценку критиков получила созданная в игре система сбора информации о вражеских слугах, которая своими результатами напрямую влияла на ход сражений, определяя тактику битвы, что, по мнению Зака Уэлхауза из RPGamer, напоминало своей атмосферой романы «Голодные игры» и «Королевская битва». Также Уэлхауз отмечал отсутствие осмысления происходящих событий со стороны главных героев, все мотивации которых сводились к принятию на веру возложенных обязательств, из-за чего они были названы им «похожими на манекены». На взгляд рецензентов, пролог игры был излишне растянутым из-за долгой разблокировки элементов игрового процесса и почти часового ожидания перехода к выбору персонажа.
Положительные отзывы получила также аудио-визуальная составляющая игры. Так, критик GameZone Стефани Кармайкл выделяла, что спрайты персонажей, появляющиеся в диалоговом окне, выполнены хорошо и способствуют разрежению атмосферы после сражений. В числе других удачных аспектов для уровня PlayStation Portable обозреватели отмечали общий дизайн персонажей, представленный в аниме-стилистике, бесшовные переходы камеры вида от третьего лица при наблюдении за персонажами и дизайн режима «Арена» по меркам японских ролевых игр. Несмотря на это, Доминик Ширд указывал, что разработчикам стоило создать графическое оформление подземелий более разнообразным, нежели постоянно использовать оттенки синего цвета; Зак Уэлхауз же выделял также однотипный дизайн монстров. Кроме того, часть критиков отмечала, что модели персонажей были выполнены с недостаточным использованием сглаживания. Музыкальное сопровождение получило положительные оценки и удостоилось сравнения с Tales of the World: Radiant Mythology, однако указывались его недостаточное разнообразие и отсутствие запоминаемости композиций. Озвучивание сэйю, на взгляд критиков, было выполнено качественно и передавало эмоции персонажей даже в условиях отсутствия иной голосовой дорожки в локализованной версии.
Непосредственно игровой процесс Fate/Extra, как ролевой игры, был подвергнут разнообразной критике со стороны обозревателей, отмечавших сходство с Shin Megami Tensei: Persona 3, причём, по мнению Зака Уэлхауза, игра (в особенности режим «Арена») сумела вобрать в себя худшие стороны предшественника. Рецензенты отмечали крайнюю упрощённость реализованного в Fate/Extra нетранзитивного игрового баланса, являвшегося, по их мнению, полным аналогом игры «камень, ножницы, бумага». Мнения критиков разделись в оценке требовательности механики сражений к умениям игрока: на взгляд одних обозревателей, в этом проявлялось высокое значение получаемого игрового опыта и сбора информации о противнике (что увеличивало порог вхождения в игру), однако другие расценивали данный фактор несущественным по причине наличия у высокоуровневых противников разнообразной анимации действий и отводили превалирующую роль элементу случайности. На взгляд Стефани Кармайкл, основной проблемой игрового процесса Fate/Extra являлась сложная для интуитивного понимания система противодействия противникам в бою, что могло приводить к увеличению требовательности к каждому действию игрока. Сами фазы сражений были названы «достаточно интересными, но быстро приедающимися» по причине невысокого темпа и частого повторения противников. Также в числе недостатков назывались слабость некоторых противников, отсутствие возможности пропуска ранее прочитанного текста и сохранения в течение исследования подземелья, а также невысокие награды за его прохождение. Само подземелье из-за единственной использованной карты с однотипным оформлением на всех уровнях было признано одним из ключевых недостатков игры и названо некоторыми критиками попросту «скучным». Размер мира Fate/Extra также был расценён как крайне небольшой даже для рынка компьютерных ролевых игр.
На взгляд различных обозревателей, Fate/Extra неудачно попыталась «усидеть на двух стульях» ролевой игры и визуального романа и только бы выиграла, если бы сумела сосредоточиться лишь на одной из двух составляющих. По мнению Хайди Кемпс, этого можно было достичь, переориентировав игру в жанр приключенческой, а Брэд Гэллоуэй и вовсе посоветовал расценивать Fate/Extra как визуальный роман с хорошим для своей ниши игровым процессом.

### Аниме-адаптация
Аниме-критик Терон Мартин в своей рецензии для Anime News Network низко оценил качество сериала Fate/Extra Last Encore, подчеркнув, что эта работа имеет «мало смысла даже для близко знакомых с франшизой» зрителей. Сюжетные ходы картины были признаны им типичными для всей серии Fate, которые заключались в интриге об истинной личности слуг. Мотивы отдельных персонажей, которые не являлись противниками Хакуно и Сэйбер, по мнению обозревателя, так и остались невыясненными. Мартин признался, что наиболее симпатичным персонажем сериала и, возможно, всей франшизы он мог бы признать данную версию Сэйбер, но её полное несоответствие своему историческому прототипу (Нерону) за исключением любви к актёрству стало для критика неприемлемым.
Визуальная составляющая Fate/Extra Last Encore подверглась сравнению с предыдущими работами студии Shaft — франшизой Monogatari, аниме Nisekoi и фильмом Fireworks, и было отмечено, что во всех этих работах наблюдаются однотипные городские пейзажи, а коллажи в некоторых сериях напоминали стилизованные версии изображений группы иллюстраторов Gekidan Inu Curry для Mahou Shoujo Madoka Magica. По мнению Мартина, такие изобразительные решения были привлекательными для неподготовленного зрителя, но для знатоков творчества студии не было представлено ничего принципиально нового. Постановка боевых сцен также была выполнена качественно, но весьма просто по последовательностям действий героев. На взгляд критика, дизайн персонажей был достаточно точно передан в сравнении с оригиналом, сохранив все детали, как, например, кливидж костюма Сэйбер. Музыкальное сопровождение тоже не отличалось оригинальностью, представляя собой стандартное сочетание электронных тем и полной оркестровки.
В целом же Fate/Extra Last Encore был назван Мартином похожим на «сложную игровую конструкцию, но не на содержательное повествование».